# 2016年冰島總統選舉
2016年冰島總統選舉於2016年6月25日舉行，時任總統奥拉维尔·拉格纳·格里姆松結束了他的第五個任期，並且不尋求連任。而無黨籍的歷史學家古德尼·約翰內森最終以39.1%的得票當選，成為冰島20年來首位新總統。

## 選舉制度
冰島總統由符合資格的冰島公民以簡單多數制選出。總統候選人必須是冰島公民，並且在選舉日年滿35歲。

## 脚注
1. ↑  他於8月1日就任，成為冰岛20年來的首位新任總統。